# J.P. Morgan & Co.
J.P. Morgan & Co. — коммерческое и инвестиционное банковское учреждение, основанное в США Джоном П. Морганом, предшественник двух крупнейших банковских учреждений — JPMorgan Chase и Morgan Stanley.
В 1959 году J.P. Morgan & Co. слился с основанным в 1886 году банком Guaranty Trust Company of New York, и формально стал называться «Morgan Guaranty Trust Company». В 2000 году банк был приобретён Chase Manhattan Bank для формирования JPMorgan Chase & Co., одного из крупнейших банков мира.